# Cantón de Sochaux-Grand-Charmont
El cantón de Sochaux-Grand-Charmont era una división administrativa francesa, que estaba situada en el departamento de Doubs y la región de Franco Condado.

## Composición
El cantón estaba formado por cuatro comunas:
- Grand-Charmont
- Nommay
- Sochaux
- Vieux-Charmont

## Supresión del cantón de Sochaux-Grand-Charmont
En aplicación del Decreto n.º 2014-240 de 25 de febrero de 2014, el cantón de Sochaux-Grand-Charmont fue suprimido el 22 de marzo de 2015 y sus 4 comunas pasaron a formar parte del nuevo cantón de Bethoncourt.